# ビビット (テレビ番組)
『ビビット』は、TBS系列（JNN）で2015年3月30日から2019年9月27日まで 毎週月曜 - 金曜の8:00 - 9:55に生放送されていたワイドショー・情報バラエティ番組である。2017年3月31日までの番組名は『白熱ライブ ビビット』（はくねつライブ ビビット）。これが平成最後の平日午前のワイドショー番組となった。

## 概要
視聴率低迷により2015年3月27日で終了した『いっぷく!』の後継番組。MCは『いっぷく!』に引き続き国分太一（TOKIO）、そして当番組が初めて情報番組のMC挑戦となる真矢ミキ（番組開始と前後して真矢みきから改名）が担当する。なお、国分はジャニーズ事務所所属タレントで史上初のワイドショーのMC担当となる。
当番組では『いっぷく!』およびその前に放送されていた『はなまるマーケット』のコンセプトを一新。前半は芸能ニュースや時事問題を主軸に、「ビビットファミリー」と呼ばれる曜日別パーソナリティーが本音でぶつかりあい、生放送で白熱した激論を展開する。後半はこれまで同様、日替わりのバラエティ企画で構成されている。
2017年3月31日をもって、番組開始当初からアシスタントを務めていた井上貴博が同年4月3日から『Nスタ（第2期）』のメインキャスターに就任することを受け降板。また、コーナー担当として出演していた林みなほも井上と共に降板した。その後、同日から番組が大幅リニューアルされ、同年3月まで『イブニングワイド』→『Nスタ（第1期）』→『Nスタ ニュースワイド』の総合司会を務めていた堀尾正明がコメンテーターとして加入。番組タイトルも「白熱ライブ」を外し「ビビット」に改題された。また、『Nスタ』にコーナーキャスターとして出演していた赤荻歩 と古谷有美が堀尾と共に当番組に異動した。
後述する視聴率低迷の影響もあり、2019年9月27日をもって番組は終了。最終回では、エンディングで出演者が各々感謝の言葉を述べた後、真矢が「それでは、ビビッとくる朝を!」と挨拶し4年半の歴史に幕を閉じた。また、国分司会のTBS系列の平日朝の帯番組も前身『いっぷく!』から数えて5年半の歴史に幕を下ろした。さらに、『イブニングワイド』から丸10年続いたTBSでの堀尾のレギュラー番組も途絶えた。同年9月30日からは、後継番組として立川志らく・国山ハセン（TBSアナウンサー）の司会による『グッとラック!』 を開始した。
『グッとラック!』はTBS・一部系列局のみ月曜 - 木曜の放送時間が一時的に10:25までに拡大された。なお、同番組は視聴率低迷により2021年3月に終了、同時にTBSは平日午前のワイドショーから再度撤退し、同月末からは毎週土曜に関東など一部地域で放送されている『王様のブランチ』などと似たテイストの情報バラエティ番組『ラヴィット!』に切り替えた。

### 朝のワイドショーの復活
当番組は発表時「新感覚ワイドショー」として紹介され、TBS系列の朝の時間帯としては事実上『モーニングEye』以来19年ぶりのワイドショーの復活となる。
TBSでは、「TBSビデオ問題」の発生を踏まえて、1996年春改編から2004年秋改編までワイドショーの制作を休止。『モーニングEye』を終了させ、1996年秋改編で放送を開始した『はなまるマーケット』では、芸能関連の話題や（生活情報に直結しない）時事問題を扱わない方針を番組終了まで貫いていた。
これについてTBSでは「（制作を休止してから）20年がたち、ワイドショーという言葉も使われなくなった。（現在のワイドショーは）当時とは全く違うものになっている」とした上で「ワイドショーというよりも、情報バラエティーとして制作している」「当時のワイドショーと呼ばれていた番組はこれまでも作っていないし、これからも作るつもりはありません」としている。
『モーニングジャンボ奥さま8時半です』『森本毅郎さわやかワイド』『（森本ワイド）モーニングEye』『はなまるマーケット』とは違い、有名人・芸能人は呼び捨てで放送していた。

### 視聴率
TBSは当番組の開始から当面の間の目標視聴率（ビデオリサーチ調べ、関東地区・世帯・リアルタイム。以下略）について、「5%」としていた。
初回に3.0%を記録。以後もしばらく裏番組との競合が続く影響で、2 - 3%台で推移することが多かった。
2018年1月下旬からしばらくの間、上昇傾向にあった。同年4月26日放送分から一時期、急激な上昇も見せたが、同年5月にはテレビ東京を除くと民放最下位となっている。

## 出演者

### 最終回時点の出演者（2018年10月1日から）
| 月曜                                                       | 火曜                                     | 水曜                                     | 木曜                                           | 金曜                                                     |
| メインキャスター（メインMC・ビビットMC）                   | メインキャスター（メインMC・ビビットMC） | メインキャスター（メインMC・ビビットMC） | メインキャスター（メインMC・ビビットMC）       | メインキャスター（メインMC・ビビットMC）                 |
| ---------------------------------------------------------- | ---------------------------------------- | ---------------------------------------- | ---------------------------------------------- | -------------------------------------------------------- |
| 国分太一（TOKIO） 真矢ミキ                                 |                                          |                                          |                                                |                                                          |
| ニュース雑学おじさん（特別MC）                             |                                          |                                          |                                                |                                                          |
| 堀尾正明                                                   |                                          |                                          |                                                |                                                          |
| 進行アナウンサー（サブMC いずれもTBSアナウンサーが担当。） |                                          |                                          |                                                |                                                          |
| 赤荻歩 山本匠晃 古谷有美 小林廣輝                          |                                          |                                          |                                                |                                                          |
| リポーター                                                 |                                          |                                          |                                                |                                                          |
| 上路雪江 氏田朋子                                          |                                          |                                          |                                                |                                                          |
| 天気                                                       |                                          |                                          |                                                |                                                          |
| 増田雅昭                                                   |                                          |                                          |                                                |                                                          |
| ビビットファミリー（曜日パーソナリティー）                 |                                          |                                          |                                                |                                                          |
| カンニング竹山 政井マヤ                                    | 千原ジュニア 倉田真由美                  | 原晋 三輪記子（隔週） 菊間千乃（隔週）   | テリー伊藤 眞鍋かをり（隔週） 谷本有香（隔週） | 加藤シゲアキ（NEWS） 秋山千佳（隔週） 増田ユリヤ（隔週） |

### 過去の出演者
ビビットファミリー（曜日パーソナリティー）
- 泉谷しげる（月曜日、番組開始から2016年3月21日まで）
- 大久保佳代子（オアシズ）[注釈 13] （同上）
- 清原博（月曜日→金曜日、番組開始から2016年3月25日まで）
- DAIGO（火曜日、番組開始から2016年3月22日まで）
- 吉田たかよし（同上）
- 大渕愛子（月曜日、2016年3月28日 - 2016年8月1日）
- 遙洋子（火曜日→月曜日）
- 松江仁美（月曜日）
- LiLy（火曜日）
- 中里妃沙子（水曜日）
- ヒロミ（金曜日）
- 飯星景子（金曜日）
- 冨田千鶴（金曜日）
- 岸博幸（月曜日） - 2015年11月までは不定期出演。
- 水谷修（木曜日）
- 南美希子（水曜日→木曜日）
- 富岡佳子（隔週木曜日）
- 田嶋陽子（金曜日）
- 塚越友子（不定期）
- コトブキツカサ（不定期）
- 中田敦彦（オリエンタルラジオ）（水曜日、2015年3月30日 - 2018年3月28日）
- 金慶珠（金曜日）
- 雪野智世（木曜日→月曜日）
- 和田明日香（水曜日→木曜日）

進行アナウンサー（サブMC、TBS所属）
- 井上貴博（番組開始から2017年3月31日まで）
- 林みなほ（同上）
- 吉田明世（番組開始[注釈 14] から2017年12月29日まで[注釈 15]、2019年1月31日[10]）

リポーター
- 富永沙織

## コーナー

### 全曜日共通のコーナー
白熱ビビット トピックス（ビビトピ）
芸能ネタから時事問題までハートにビビッとくる最新情報を紹介。トピック数は日により異なる。2015年5月1日は放送されなかった。2015年9月28日のリニューアルからはトピックス数の表示が廃止された。
ビビット相関図→ビビットFOCUS
トピックスの中で特に注目の話題をピックアップ。相関図の形をしたボードを用いて、街の声や専門家の解説を交えながら更に詳しく紹介する。『アッコにおまかせ!』（日曜昼放送）の「おまかせ!トピックス」と似た形式である。
ビビットワード→ビビットボード→日刊ビビット
トピックスの中で登場した注目ワードを解説。井上が担当。2015年9月からはこのコーナーのみ出演者は立ってコメントをする。
ニュースな選択 どっちにビビット？
視聴者参加型コーナー。番組のLINE公式アカウントを利用し、取り上げたニュースについてのアンケートを実施する。

### 日替わり企画
- 月曜日 - 密着ビビット/白熱!みんなが気になるニュース
- 火曜日 - 旬の食材で何作るんですか?調査
- 水曜日 - 街かど2択リサーチ　あなたはどっち?
- 木曜日 - ビビット100人インタビュー
- 金曜日 - カトシゲのお取り寄せハウス

### 過去の日替わり企画
- 月曜日 - 岸先生の「主婦のためのビビット経済」、潜入!人だかりMAP
- 火曜日 - 奥様再現劇場。ダイゴランキング。ビビットシネマ
- 水曜日 - 中田敦彦presents「奥さん!こんなことになってます」、噂の沿線ヨダレシピ
- 木曜日 - ビビット!出入口調査
- 金曜日 - 体感!ビビットカルチャー、カトシゲのお取り寄せハウス

### 最新のニュース（JNN NEWS）
古谷と赤荻が交代で担当。JNN協定が発動する。

### 真矢ミキの天気コーナー「きょうのまや天」
2017年4月3日より開始。真矢と気象予報士の増田が担当。2017年3月31日までの天気予報は「ビビットウェザー」というタイトルで放送されていた。

## ネット局と放送時間
| 放送対象地域  | 放送局                    | 系列    | 放送開始日      | 放送時間（JST）        | 備考・脚注 |
| ------------- | ------------------------- | ------- | --------------- | ---------------------- | ---------- |
| 関東広域圏    | TBSテレビ（TBS）          | TBS系列 | 2015年3月30日 - | 平日 8時00分 - 9時55分 | 【制作局】 |
| 北海道        | 北海道放送（HBC）         | TBS系列 | 2015年3月30日 - | 平日 8時00分 - 9時55分 | -          |
| 青森県        | 青森テレビ（ATV）         | TBS系列 | 2015年3月30日 - | 平日 8時00分 - 9時55分 | -          |
| 岩手県        | IBC岩手放送（IBC）        | TBS系列 | 2015年3月30日 - | 平日 8時00分 - 9時55分 | -          |
| 宮城県        | 東北放送（TBC）           | TBS系列 | 2015年3月30日 - | 平日 8時00分 - 9時55分 | -          |
| 山形県        | テレビユー山形（TUY）     | TBS系列 | 2015年3月30日 - | 平日 8時00分 - 9時55分 | -          |
| 福島県        | テレビユー福島（TUF）     | TBS系列 | 2015年3月30日 - | 平日 8時00分 - 9時55分 | -          |
| 山梨県        | テレビ山梨（UTY）         | TBS系列 | 2015年3月30日 - | 平日 8時00分 - 9時55分 | -          |
| 長野県        | 信越放送（SBC）           | TBS系列 | 2015年3月30日 - | 平日 8時00分 - 9時55分 | -          |
| 新潟県        | 新潟放送（BSN）           | TBS系列 | 2015年3月30日 - | 平日 8時00分 - 9時55分 | -          |
| 静岡県        | 静岡放送（SBS）           | TBS系列 | 2015年3月30日 - | 平日 8時00分 - 9時55分 | -          |
| 富山県        | チューリップテレビ（TUT） | TBS系列 | 2015年3月30日 - | 平日 8時00分 - 9時55分 | -          |
| 石川県        | 北陸放送（MRO）           | TBS系列 | 2015年3月30日 - | 平日 8時00分 - 9時55分 | -          |
| 中京広域圏    | CBCテレビ（CBC）          | TBS系列 | 2015年3月30日 - | 平日 8時00分 - 9時55分 | -          |
| 近畿広域圏    | 毎日放送（MBS）           | TBS系列 | 2015年3月30日 - | 平日 8時00分 - 9時55分 | -          |
| 鳥取県 島根県 | 山陰放送（BSS）           | TBS系列 | 2015年3月30日 - | 平日 8時00分 - 9時55分 | -          |
| 岡山県 香川県 | RSK山陽放送（RSK）        | TBS系列 | 2015年3月30日 - | 平日 8時00分 - 9時55分 | -          |
| 広島県        | 中国放送（RCC）           | TBS系列 | 2015年3月30日 - | 平日 8時00分 - 9時55分 | -          |
| 山口県        | テレビ山口（tys）         | TBS系列 | 2015年3月30日 - | 平日 8時00分 - 9時55分 | -          |
| 愛媛県        | あいテレビ（itv）         | TBS系列 | 2015年3月30日 - | 平日 8時00分 - 9時55分 | -          |
| 高知県        | テレビ高知（KUTV）        | TBS系列 | 2015年3月30日 - | 平日 8時00分 - 9時55分 | -          |
| 福岡県        | RKB毎日放送（RKB）        | TBS系列 | 2015年3月30日 - | 平日 8時00分 - 9時55分 | -          |
| 長崎県        | 長崎放送（NBC）           | TBS系列 | 2015年3月30日 - | 平日 8時00分 - 9時55分 | -          |
| 熊本県        | 熊本放送（RKK）           | TBS系列 | 2015年3月30日 - | 平日 8時00分 - 9時55分 | -          |
| 大分県        | 大分放送（OBS）           | TBS系列 | 2015年3月30日 - | 平日 8時00分 - 9時55分 | -          |
| 宮崎県        | 宮崎放送（MRT）           | TBS系列 | 2015年3月30日 - | 平日 8時00分 - 9時55分 | -          |
| 鹿児島県      | 南日本放送（MBC）         | TBS系列 | 2015年3月30日 - | 平日 8時00分 - 9時55分 | -          |
| 沖縄県        | 琉球放送（RBC）           | TBS系列 | 2015年3月30日 - | 平日 8時00分 - 9時55分 | -          |

## スタッフ
- 構成：利光宏治、宮原　心、柄雄　彦、羽田正樹、木南広明、清松勝彦、佐藤　研、武田郁之輔、高倉俊祐、大鐘義高、北野圭介、村城大輔、平岡達哉、小林のん、中島貫太郎、羽柴　拓、村松浩介、北島レイ、望月佐一郎
- TM：荒木健一、近藤明人
- TD：依田純、大蔵　聡、井上久徳、南賢　治、呉敬　訓、斉藤哲也、山田賢司
- VE：平子勝隆、二階堂隼、榊聖　一、青木智奈未、姫野雅美、對間敏文、安部講志、岡田雅宏、鈴木昭平、青木孝憲、金子明通、塚田郁夫
- カメラ：山本竜也、廣岡達之、中里　子、水崎雄太、中村年正、斉藤美由紀
- 音声：稲津貴之、小岩英樹、藤井　忍、藤井勝彦、石堂遼子、宇野仁美、角田彰久、渡邉学、樋口晋作、浜崎　健、相馬　敦
- 照明：高木　亘、荻原小桃、矢作和彦、今井尚人、山本和宏、公文大輔
- CG：安田英史、松原貴明、前川　貢、柳澤杏奈、赤坂グラフィックスアート
- 編集：TBSテックス、エフエフ東放
- 効果：アックス
- TK：後藤リカ、窪田賢子、三浦涼子、立石聖美、桑島晴美、木村エリカ
- 美術プロデューサー：坂根洋子
- 美術デザイナー：桝本瑠璃
- 美術制作：鈴木直美
- メカシステム：濱口利行
- 装置：尻無浜宏人、篠原丈裕、佐藤恵美
- 電飾：田谷尚教、吉田晃子
- 装飾：菊地起矢、佐藤栄一
- 化粧：アーツ
- 協力：東京オフラインセンター、四丁目ファクトリー
- 制作協力：ジャニーズ事務所
- 編成：石橋孝之、川島優子
- 宣伝：安倍由美
- デスク：渋沢佳代子
- スタジオ：池田尚弘、松崎帆香
- AP：甲坂　舞、飛戸亜紀、辻野まなみ、桑原美幸
- フロア：杉浦翔太
- 制作デスク：鈴木千春、南泰　信、大滝　功
- 取材デスク：寺田裕紀、曺琴　袖、黄地久美子、水野剛寿、佐藤光恵
- 芸能デスク：齋藤孝年
- ディレクター：水野剛寿、大久保光規、兼島　誠、三浦匡統、友清規介、氏家綾香、牧田亜矢子、林洋　介、近藤晶彦、大村健介、中村雄介、須田岳志、塩野梨絵、榎本　愛、梶川里紗、渡部　亮、熊倉哲央、小林秀行、中島知大、宮川剛史、福田真衣、下田勝美、槇雄　介、馬場あづさ、松坂真希、一丸大輔、船津奈那、峯岸葉子、紙谷常二、鈴木重徳、島田いづみ、黒木富之、矢野　哲、増田有記、峯岸葉子、小島淳一、千葉朋絵、樋口康平、柳沢真希、岸岡　亮、高木翔太、牧田亜矢子、馬場あづさ、塩野梨絵、野口勝広、藤本忠生、武井一裕、黄地久美子、小栗　涼、齋藤崇爾、鈴木闘匠、塩野梨絵、島袋理子、丸峯加菜子、横山アンナ、馬場あづさ、小島淳一、榎本　愛、熊倉哲央、山﨑剛行、千木良万岐、飯岡慶一郎、山口佳織、清水真弓、阪本亮介、根布長綾、金原永知、飛松寛奈、萩原理紗、下村修策、松延由子、塩野梨絵、小島淳一、畑舞　香、齋藤剛和、星野　翔、井筒栄志、横伝輝信、村田正勝、富田洋司、藤野智光、和佐田幸弘、高橋麻樹、橋本佑季、三原以緒吏、川瀬貴祐、金井洋人、磯野友宏、見崎陽亮、藍澤和広、植松直子、葛西孝之、土方教裕、内田琢磨、鈴木哲也、向坂圭介、佐藤　啓、野上　貢、相楽充広、尾崎義史、山本有、篠原輝明、阿部紘孝、永井洋之、田頭　悟、森岡　梢、黒澤　寛、真下　淳、村中良輔、中村いずみ、足立原円香、藤巻圭吾、吉賀直幸、小原貴明、角田信之、佐治　洋、山本清志郎、富原宗祐、細谷　健、持田謙二、下田亮太、山木忠従、堀江將一郎
- チーフディレクター：松木大輔、三杉雪江、長嶋永知、増山　賢
- 総合演出：保津章二
- プロデューサー：西垣佑亮、岡崎吉弘、井本隆幸、佐藤朋子、武田竜太、新井康孝
- 協力プロデューサー：西村武彦、山本希恵、坂田栄治、篠塚　純、田村恵里、佐藤徹弥
- 総合プロデューサー：山根孝之、栄次崇之
- 企画：大久保竜
- 制作：高徳文人、中野匡人
- 製作著作：TBS

## テーマ曲
- 初代：2015年3月30日 - 2017年3月31日：ケイティ・ペリー『Firework』
- 2代目：2017年4月3日 - 2019年9月27日：櫻井美希『Good Vivit Morning!』（2018年10月よりオープニングでかかるものは短縮バージョンとなった）